# Brněnská káznice
Bývalá káznice v Brně se nachází v Zábrdovicích, mezi ulicemi Bratislavská, Soudní a Cejl. Jako věznice svému účelu sloužila v letech 1784 až 1956, kdy její roli převzala věznice v Bohunicích. Na počátku 21. století vznikl záměr z tohoto chátrajícího komplexu budov (brownfieldu) vytvořit Kreativní centrum Brno.

## Historie

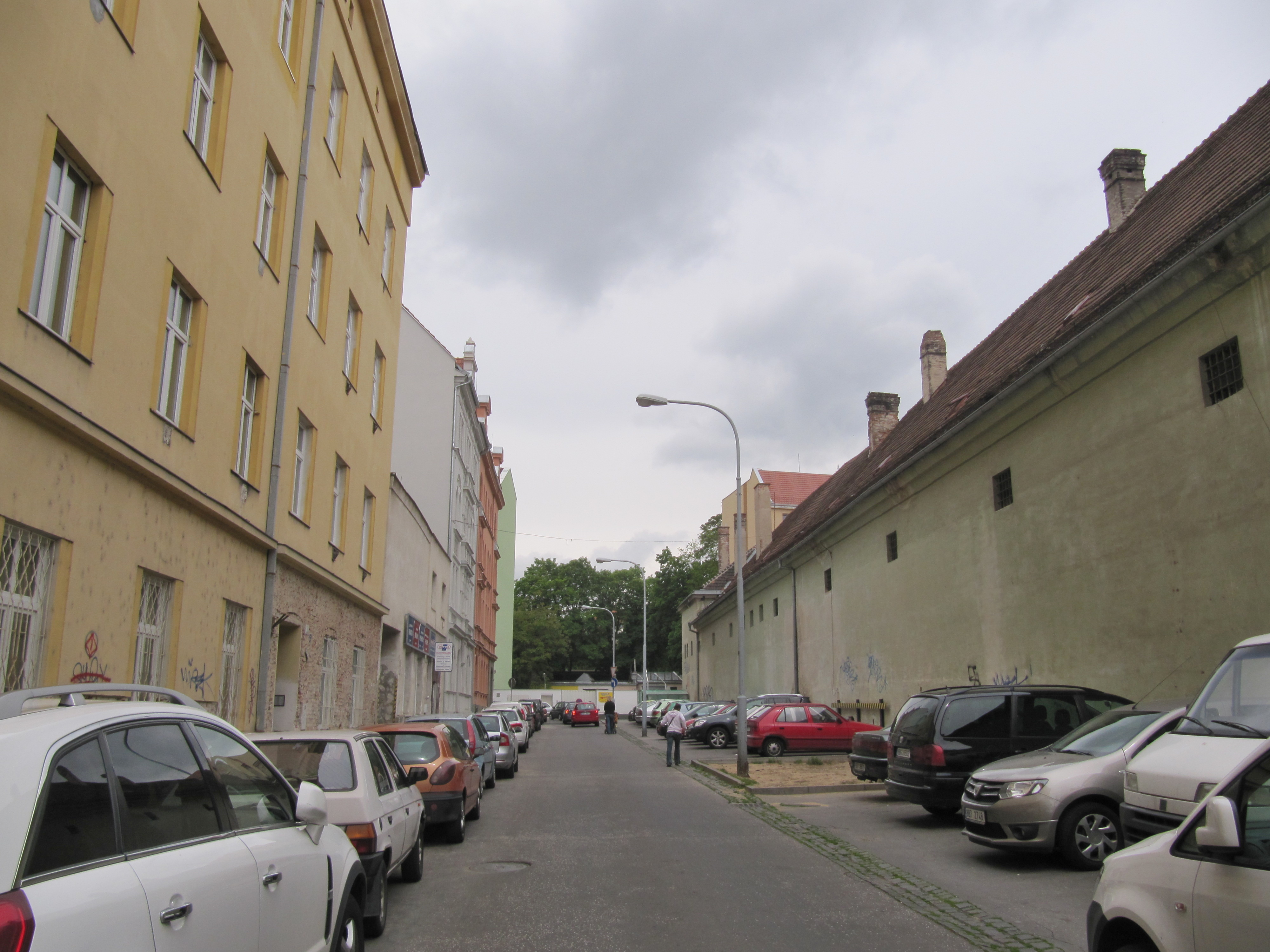
Ulice Soudní, káznice vpravo

### Vývoj názvu
Na počátku se zařízení nazývalo Zucht-und Arbeitshaus (česky káznice a donucovací pracovna či robotárna). Později K. k. Provinzial Stauf-und Arbeithaus či K. k. Landesgericht in Strafsachen, česky Zemský a krajský trestní soud. Po vzniku Československa bylo zařízení dále označováno jako Zemský trestní soud. V období protektorátu byl užíván opět název Landesgericht či Deutsches Landgerichtsgefängnis (Německá soudní věznice) a Kreisgericht in Strafsachen (česky Krajský soud trestní). Po válce zde fungoval mezi lety 1945 až 1946 Mimořádný lidový soud a posléze Okresní soud trestní v Brně a Soud mládeže v Brně.

### Stavba
Dvorským dekretem ze 4. srpna 1770 bylo rozhodnuto o výstavbě společné moravsko-slezské trestnice v Brně, v tehdejší předměstské čtvrti Dolní a Horní Cejl. Základní kámen položil 20. července 1772 zemský hejtman Arnošt Kryštof hrabě z Kounic. Do roku 1776 byla stavěna nejstarší čtyřkřídlá část káznice a roku 1779 byla dokončena vězeňská kaple Nanebevstoupení Panny Marie ve středovém křídle, kterou vysvětil brněnský biskup Matyáš František Chorinský z Ledské. Věznice od počátku měla svou mužskou a ženskou část, ale dohromady jen 16 cel. V roce 1798 přestavěl přízemí Karel Jacobi z Eckholmu podle projektu Josepha Seiferta, kdy byla změněna jeho jednotraktová dispozice na dvoutraktové a podél obvodové zdi byla postavena chodba. Roku 1833 došlo k zásadní přestavbě, která zvýšila kapacitu až na několik stovek vězňů. Došlo k prodloužení křídel káznice až k ulici Bratislavská, mezi nimiž byla postavena zeď uzavírající nově vzniklý dvůr a strážnice. Roku 1854 se stavěla nová budova soudní budovy a kratších bočních křídel, které prodloužily komplex káznice až k ulici Cejl a vyrovnala komplex káznice z obou stran s uliční frontou. Tato dvoupodlažní budova byla roku 1860 ještě navýšena o jedno podlaží. Průčelí budovy mělo reprezentativní trojdílný vstup členěný iónskými sloupy a bosáž kolem oken. Roku 1903 byla stržena strážnice a zeď uzavírající dvůr při ulici Bratislavská a místo nich byla postavena nová budova s úřednickými byty převyšující káznici o jedno patro. Pří této stavbě byly opraveny cely a jejich vybavení. K dalším opravám budov došlo ve 20. letech 20. století. Za druhé světové války poškodily věznici dva nálety amerických bombardérů, posléze se na opravách od 5. května 1945 podíleli vězni.

#### Popraviště
V káznici se popravovalo mezi lety 1937 a 1952. Místo popraviště bylo v druhém dvoře určeném pro vycházky. Podle průzkumu z roku 2016 se nacházelo před celou č. 64 místo, kde byla šibenice typu prkno příležitostně umisťována. V její horní části byl hák, kde se zavěsilo škrtidlo, vespod byla kladka, přes které vedlo lano připoutané k nohám odsouzeného. Při popravě tahal katův pomocník za lano a pomalým dušením odsouzeného usmrtil, ke zlomení vazu nedocházelo.

### Využití

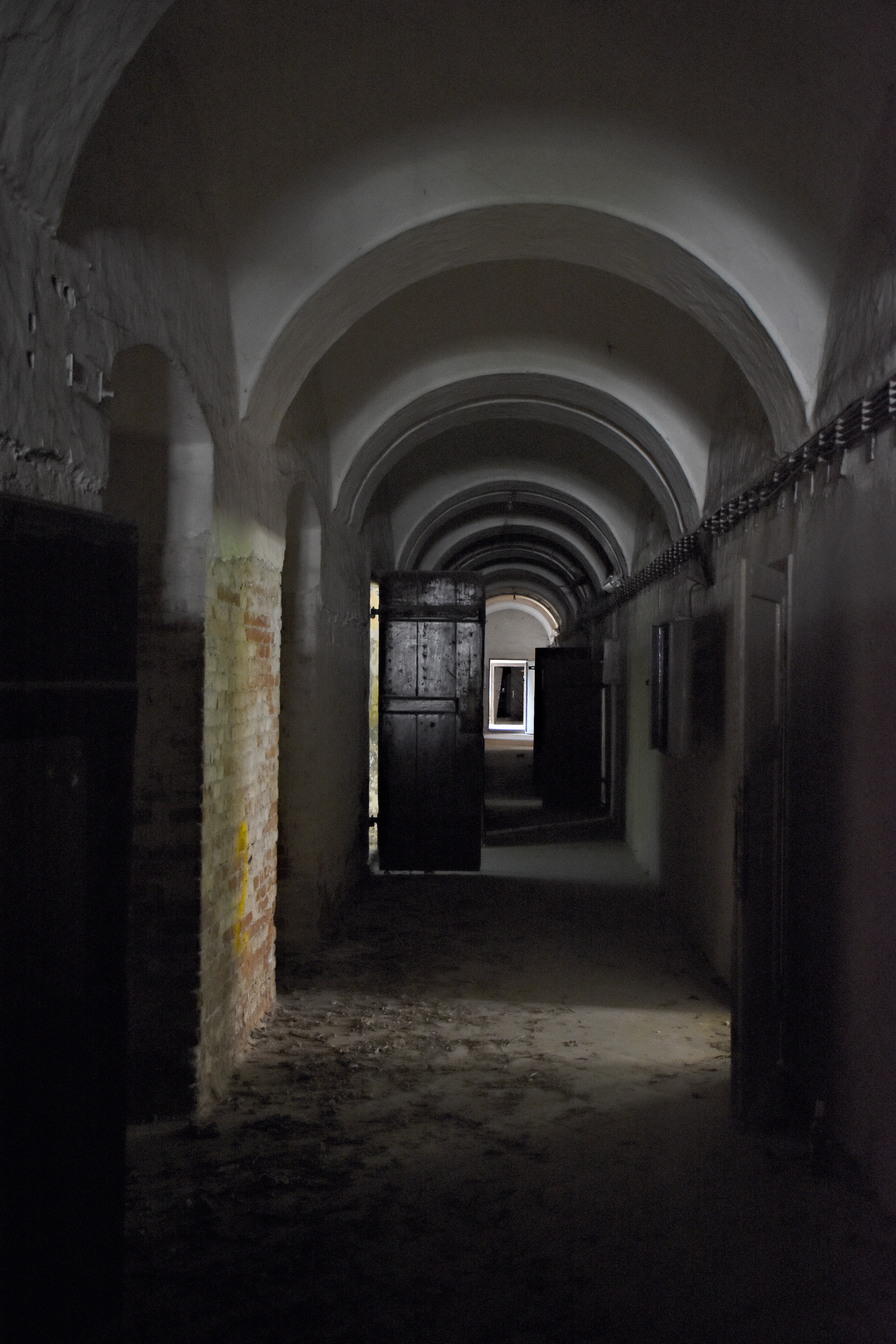
Interiér, chodba s kobkami

Káznice z počátku nesloužila účelu, pro který byla postavena. Mezi lety 1779 a 1784 fungovala z rozhodnutí Marie Terezie jako dočasné útočiště sirotků, kteří kvůli přestěhování Stavovské akademie z Olomouce museli opustit jezuitskou kolej, až od roku 1784 začaly budovy sloužit svému původnímu účelu. Zpočátku sem byli umisťováni jen lehčí provinilci, pro těžší zločince i nadále fungovalo vězení na Špilberku. Reprezentativní část komplexu využíval od roku 1850 zemský trestní soud k soudním jednáním, dozor nad věznicí vykonával předseda vrchního zemského soudu. Po přestavbách ve 40. letech 19. století došlo nejspíše k navýšení kapacity a v roce 1855 byli do káznice převezeni poslední vězni ze Špilberku.
Vězněn zde byl krátkou dobu roku 1916 básník Petr Bezruč.

#### Po první světové válce
Po vzniku Československa byla věznice zařazena pod zde sídlící brněnský krajský soud, přičemž ve věznicích krajského byli pouze odsouzení s trestem do jednoho roku, a rozdělena na oddělení ženské, mužské a pro mladistvé. Kromě výkonu trestu káznice sloužila i pro vazební účely a po celou dobu se potýkala s problémem přeplněnosti a nedostatkem dozorců. V celách se tísnilo až 20 lidí. K roku 1937 měla věznice 39 cel a kapacitu až 550 osob. Součástí věznice byla knihovna, kde mohli vězni číst periodika ministerstva spravedlnosti.
Vězněni zde byli zatčení z potlačené generální stávky v rosicko-oslavanském revíru v roce 1920 nebo po Židenickém puči roku 1933 generál Radola Gajda.

#### Období protektorátu
V protektorátním období věznici i nadále využíval český krajský soud, kde pracovali čeští dozorci, ale část byla vyčleněna pro ženské oddělení gestapa a začal zde působit také německý zemský soud, jehož část v prvním patře zadního traktu se později stala samostatnou německou věznicí (Haftanstalt). Řízena byla přímo z Kounicových kolejí jako pouze přestupní do jiných věznic nebo koncentračních táborů. V německé části věznice panovaly mnohem přísnější podmínky, vězni dostávali pouze nuznou stravu, v průběhu dne museli uklízet, čistit latríny, po obědě chodit po dvoře a vykonávat různou práci až do večeře, po které všechny vězně zkontroloval dozorce (anschluss). V neděli mohli vybraní vězni navštěvovat bohoslužbu v místní kapli, která se ráno konala v češtině a posléze v němčině.
Tehdy zde byl vězněn česko-židovský překladatel a spisovatel Peter Demetz. Za celou dobu zde také došlo k minimálně jedné popravě. Na půdě byli 12. března 1945 pověšeni partyzáni z oddílu Olga Alois Zavadil a Květoslav Kolařík na hácích, které se zde stále nachází. Jde o zatím jedinou doloženou popravu v káznici z období protektorátu, jelikož obvykle se popravovalo v Kounicových kolejích. Existují však indicie, že poprav v káznici bylo více, jsou jimi výpovědi dozorce, pamětníků a vyrytý nápis na dveřích jedné z cel.

#### Poválečné období
Po válce, na jejímž konci byla několikrát zasažena bombardováním, byla věznice převedena zpět pod ministerstvo spravedlnosti a stala se opět krajskou soudní věznicí. Vězněni zde byli Němci a čeští kolaboranti odsouzení na základě rozsudků mimořádného lidového soudu z 8. června 1945, zároveň zde ale bylo vykonáno celkem 74 poprav. Byly zde uvězněni i političtí vězni po Únoru 1948, např. básník Jan Zahradníček a roku 1951 spisovatel Zdeněk Rotrekl. Do roku 1952 se tu političtí vězni i popravovali. Mezi lety 1948 a 1952 zde popravili celkem 17 osob. Byl zde oběšen úředník Jan Křižan, otec pozdějšího scenáristy Jiřího Křižana. Věznice zde však již dlouho nezůstala, protože v roce 1956 byla konečně postavena nová věznice v Bohunicích, o jejíž stavbu bylo žádáno kvůli tristnímu stavu káznice již v roce 1920. Budovy bývalé káznice pak až do roku 2006 sloužily jako depozitář Moravského zemského archivu. Od té doby zůstaly budovy uzavřené a chátraly. Nyní je káznice v majetku města Brna.

#### 21. století a projekt Kreativního centra
V letech 2008 až 2009 nabízelo město Brno káznici k prodeji, ale nikdo neměl zájem, takže posléze byl navržen projekt Kreativní Brno, který byl v březnu 2009 regionálním informačním centrem schválen a mimo několik vybraných lokalit počítal s káznicí na Cejlu jako nejvhodnějším místem. V prosinci následujícího roku se konala konference Kreativní Brno, která představila důležitost projektu a jiné podobné realizace v jiných městech. Centrum by mělo sloužit pro podporu kreativního průmyslu a jeho prostory měli využívat různí umělci a veřejnost, která by zde mohla navštěvovat různé kulturní akce, promítání atp. Roku 2014 zadalo město k provedení studii proveditelnosti Jihomoravskému inovačnímu centru. Již od ledna 2013 byly budovy káznice prozkoumávány a vypracován byl podrobný stavebně-technický průzkum. Následující rok byla provedena studie faktorů vnějšího prostředí, zaměřen stávající stav a posouzen stavu objektu, z čehož byl stanoven náklad na plánovanou sanaci objektu. Posléze byla vypracována předprojektová dokumentace. Na podzim roku 2015 pořádalo sdružení Paměť výstavu Tváře Cejlu v Alfa Pasáži, která prezentovala osudy lidí, jenž prošli káznicí na Cejlu. Zástupci tohoto sdružení a Konfederace politických vězňů již před touto výstavou byli s městem ve sporu, obávali se, že stavbou Kreativního centra dojde ke zničení reliktů.
Kvůli historické významnosti káznice zahájilo počátkem roku 2016 ministerstvo kultury řízení o prohlášení budov káznice za kulturní památku. Národní památkový ústav měl totiž obavy, že sanací a rekonstrukcí dojde ke zničení historických hodnot budov. Matěj Hollan, tehdy náměstek pro dopravu a kulturu, se den po podání návrhu vyjádřil, že město bude usilovat o to, aby káznice za památku prohlášena nebyla. Hollan rovněž prohlásil, že nechce aby z káznice stala „neživoucí [...] památkově chráněná barabizna,“ ale aby to byl „živoucí projekt“. Město se totiž obávalo, že zpamátnění ohrozí financování projektu z dotací nebo způsobí jeho neproveditelnost kvůli omezení zásahů do budovy či zvýšení finanční náročnosti a povede k dalšímu chátrání budov, přičemž deklarovalo, že se k budovám chová od počátku jako k památce. Město rovněž podotklo, že se památkový ústav o káznici v předešlé době nezajímal a ohradilo se proti nařčení, že památkářům nebyl do budov umožněn přístup. Rovněž město Brno dodalo, že cenné části jako tzv. cely smrti nebudou poškozeny a stavební úpravy budou prováděny pouze v nezbytném rozsahu, tak jak určuje smlouva. V reakci na proces zpamátnění vznikla proti němu iniciativa Zachraňme káznici organizovaná Zdeňkou Kujovou, autorkou studie přeměny káznice, pod níž se podepisovala řada osob převážně z kulturní sféry. Za zachování káznice a zpamátnění se naopak postavili památkáři jako Zdeněk Vácha a historik Pavel Paleček, který označil projekt Kreativního centra v tak pietním místě jako je káznice za šílený a navrhl ať se realizuje třeba v jedné z řady opuštěných továren.
V souvislosti s obavami památkového ústavu posléze vznikla pracovní skupina se zástupci města a NPÚ, která dohlížela na sanaci nejhůře poškozených částí. Proti sanacím byla vznesena kritika Konfederace politických vězňů, která rovněž kritizovala, že Matěj Hollan nechal rozpustit skupinu s jejími členy a to kvůli tomu, že na sanaci nyní dohlíží památkový ústav. Paleček během sanačních prací, probíhajících od února 2016, kritizoval, že dosud nebyl proveden stavebně-historický průzkum. Ten byl prováděn již během těchto sanačních prací a dokončen byl až v květnu. Město v této době rovněž odsouhlasilo vyhlášení architektonické soutěže. K 14. červenci 2016 byla káznice prohlášena za kulturní památku, ale město Brno proti tomu vydalo rozklad. Muselo také posunout architektonickou soutěž a přepracovat již hotovou studii proveditelnosti tak, aby zohlednilo požadavky památkářů, kteří jsou kupříkladu proti zničení krovů a přistavění dalšího patra. Dne 11. září 2016 se káznice poprvé otevřela veřejnosti během Dnů evropské kultury, různé události se uvnitř však konaly již v minulosti. V prostorách káznice vystavená připomínková zeď se jmény se však stala předmětem kritiky, jelikož na ni byla i jména nacistů.
Začátkem roku 2017 vydala Anna Kusáková, členka Klubu za starou Prahu, článek, ve kterém popsala předešlý bizarní postup města Brna a vytkla nepochopení památkové ochrany z jeho strany. Podotkla, že v káznici již byly prováděny sanační úpravy a stavebně-historický průzkum, který je zásadní pro pochopení historie stavby nebyl ještě vypracován. Rovněž upozornila na podezřelé kroky města a ministerstva kultury, které měly za cíl změnit památkovou ochranu a založit ji pouze na historických hodnotách spojených s vězněním významných osob, a vyřadit tak umělecko-historické hodnoty, které vychází z toho, že káznice je zachovalou pozdně barokní stavbou. Pozměněnou památkovou ochranu vydal 28. listopadu 2016 tehdejší ministr Daniel Herman, podle brněnských památkářů však v rozporu s názory odborníků.
V únoru 2016 se konal při objeveném místě popraviště první pietní akt uctění obětí totalitních režimů. V prosinci 2015, kdy káznice čekala na sanace, nechal Pavel Paleček z Amerického fondu konzervovat dvě dveře z tzv. cel smrti. I přesto, že si tyto dveře na povolení města zapůjčil, podala na něj trestní oznámení Zdeňka Kujová, s tím, že dveře ukradl. Paleček to označil za mstu řešitelů projektu Kreativního centra, který prosazovala strana Žít Brno (především její členové Matěj Hollan a Michal Doležel), za to, že kritizuje necitlivé zásahy do budovy jakým bylo odstranění pódia v kapli. Dveře jsou symbolicky vystaveny od výročí tzv. Vítězného února v protileteckém krytu 10-Z. V průběhu konzervace dveří natáčel Paleček krátké dokumenty o této konzervaci a představil v nich prostředí a historii káznice.
V průběhu roku 2017 pokračovala debata o způsobu přeměnění káznice a stupni jejího zachování, město rovněž hledalo finance na její přestavbu, která má být podobná jako muzeum Stasi. Téhož roku objevil Pavel Paleček při natáčení dokumentu v prostorách cely stopy krve, které mohou patřit mučeným politickým vězňům. V říjnu 2017 vyhlásilo město opět architektonickou soutěž.
Roky snah o přeměnu bývalé káznice v novodobé kulturní a společenské centrum (Kreativní centrum) vyvrcholily koncem března 2018, kdy Rada města Brna schválila výsledky architektonické soutěže, kterou vypsala kancelář městského architekta. Ze sedmi soutěžních projektů byl vybrán návrh ateliéru Kava z Prahy. Odhadované náklady na přestavbu vězeňského areálu jsou přibližně 400 miliónů korun, přičemž se počítá s finančním přispěním EU prostřednictvím regionálního operačního programu.
Během roku 2019 byla iniciována demolice části káznice při ulici Bratislavská, pocházející z počátku 20. století. Tento krok vyvolal nevoli, dokumentarista Jan Plachý kvůli tomu odstartoval petici, ve které říká, že: „Žádná část areálu autenticky dochované věznice není méně hodnotná. Nedopusťme demolici, která zachová jen ‘vybrané’ části věznice. Její unikátní hodnota spočívá v autenticitě celku“. Město má totiž v plánu zachovat hlavně tzv. cely smrti a místo popraviště. Demolice, která je pro projekt Kreativního centra zásadní, prý odpovídá rozhodnutí o zpamátnění káznice a je podpořena památkový ústavem. To potvrdil náměstek primátorky Tomáš Koláčný: „My jsme od památkářů měli stanoveny limity ochrany, které jsou nepřekročitelné a které držíme“. Proti demolici se však vyslovili také zahraniční kapacity. Francis Gary Powers ml., ředitel The Cold War Museum, řekl: „Pokud bude zdemolována část této budovy, která připomíná 20. století, zničíte velkou část historie svého města“. Ředitel Vzdělávacího fondu holocaustu USA Craig R. Wagner přirovnal demolici k bourání Terezína nebo Dachau. Petr Kunc, předseda brněnské TOP 09, rovněž kritizoval vznik dvou kreativních center a ničení památného místa, první by totiž mělo být podle plánu města dočasně v budově FAVU na Údolní do doby, než se přestaví káznice.

## V kultuře
V areálu káznice byly natáčeny záběry seriálu Detektiv Martin Tomsa (1994), filmu Posel (2012), seriálu Labyrint (2015) a filmu Nabarvené ptáče (2019).

## Dokumenty
Krátká videa projektu 10-Z o průzkumu káznice a konzervaci dveří z tzv. cel smrti, která jsou vystavena v protileteckém krytu 10-Z.
- Luštění nápisů
- Hledání stop vězňů
- Restaurování dveří z cel smrti